# هال هنتر
هال هنتر (بالإنجليزية: Hal Hunter)‏ هو لاعب كرة قدم أمريكية أمريكي، ولد في 8 يوليو 1959 في كانونسبرغ في الولايات المتحدة.